# Cátodo quente

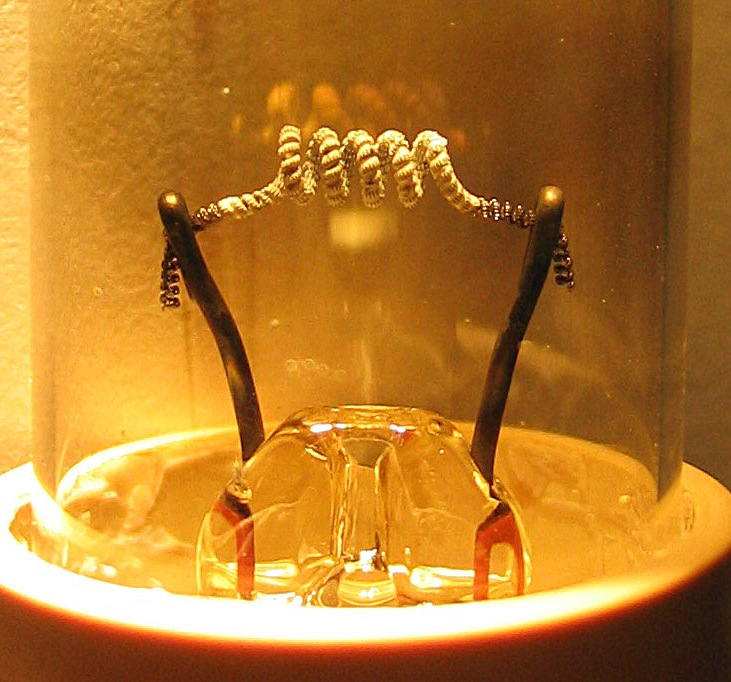
Imagem próxima do filamento em uma lâmpada de mercúrio gasoso de baixa pressão mostrando o revestimento misto branco de emissão termiônica sobre a porção cental da bobina. Tipicamente feito de uma mistura de óxidos de bário, estrôncio e cálcio, o revestimento é vaporizado através do uso normal, o que frequentemente acaba resultando em falha da lâmpada

Em válvulas termiônicas (popularmente "tubos de vácuo"), um cátodo quente é um eletrodo cátodo que emite elétrons devido a emissão termiônica também conhecida como Efeito Edison. No meio do conhecimento sobre aceleradores, são tratados como cátodos termiônicos. (Cf. cátodos frios, onde a emissão de elétrons por campo é usada e na qual não se requer aquecimento.) O elemento de aquecimento é normalmente um filamento elétrico. Cátodos quentes tipicamente adquirem densidade de potência muito mais alta que cátodos frios, emitindo significativamente mais elétrons pela mesma área de superfície.
Cátodos quentes são a principal fonte de elétrons em canhões de elétrons em tubos de raios catódicos, microscópios eletrônicos, tubos de vácuo, e lâmpadas fluorescentes.

## Princípios
Cátodos quentes podem tantos se diretamente aquecidos, onde o próprio filamento é a fonte de elétrons, ou indiretamente aquecidos, onde o filamento é eletricamente isolado do cátodo; esta última configuração minimiza a produção de zumbido quando o filamento é energizado com corrente alternada (em inglês, chamado, especificamente para a corrente elétrica alternada, hum). O filamento é mais frequentemente feito de tungstênio. Quanto aos cátodos indiretamente aquecidos, o filamento é usualmente chamado de aquecedor ou calefator. O cátodo para aquecimento indireto é usualmente constituído de um tubo de níquel revestido de substâncias emissoras (óxidos metálicos) o qual circunda o aquecedor.
Os primeiros cátodos consistiam simplesmente de um filamento de tungstênio aquecido à incandescência branca (conhecidos como emissores brilhantes). Cátodos posteriores foram cobertos tipicamente com uma camada emissora, feita de material com baixa função trabalho, a qual emite elétrons mais facilmente que o tungstênio nu, reduzindo a temperatura necessária e reduzindo a emissão de íons metálicos. Cátodos também podem ser feitos de tungstênio puro sinterizado; cátodos de tungstênio na forma de espelho parabólico são usados em fornos de feixe de elétrons. Tório também pode ser adicionado para aumentar a emissividade, devido a sua baixa função trabalho. Alguns cátodos são feitos de tântalo.